# حادثه (مجموعه تلویزیونی)
حادثه (انگلیسی: Casualty؛ CASUAL+Y) یک مجموعه درام پزشکی بریتانیایی است که هر هفته از بی‌بی‌سی وان پخش می‌شود. تلفات طولانی‌ترین مجموعه تلویزیونی درام پزشکی فوری در جهان است و ماندگارترین درام پزشکی نمایش داده‌شده در تلویزیون‌های برتر در جهان است. این مجموعه اولین بار در ۶ سپتامبر ۱۹۸۶ توسط جرمی بروک و پل اونوین در پادشاهی متحده پخش شد. تهیه‌کننده اصلی آن جرینت موریس بود.